# Bruno Schottstädt
Bruno Schottstädt (* 14. April 1927 in Dierberg; † 25. April 2000 in Berlin) war ein deutscher evangelischer Pfarrer und Begründer der Gossner-Mission in der DDR.

## Leben

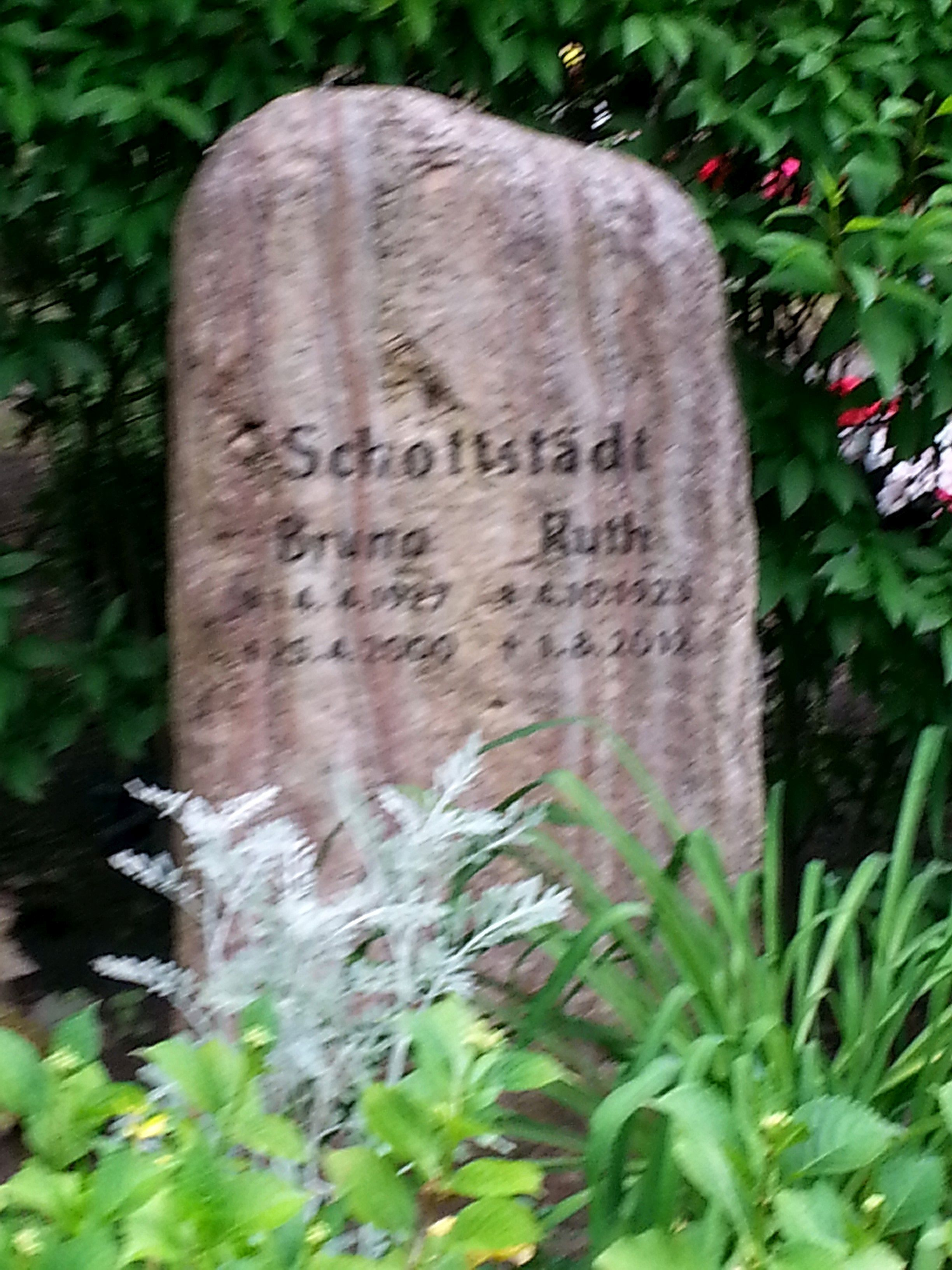
Grabstätte von Bruno Schottstädt auf dem Parkfriedhof Berlin-Marzahn

Schottstädt wurde in der Familie eines Landwirtes groß. Nach der Erlangung seiner Hochschulreife absolvierte er von 1941 bis 1944 eine Lehrerbildungsstätte in Dahme in der Mark und in Brandenburg an der Havel. Im Jahre 1944 wurde er zum Reichsarbeitsdienst eingezogen und leistete im letzten Kriegsjahr 1945 Kriegsdienst in der Wehrmacht, wobei er in britische und belgische Kriegsgefangenschaft geriet, aus der er erst 1948 entlassen wurde. Durch die Begegnung mit Leben und Werk von Johannes Evangelista Goßner während seiner Theologiestudiums am Seminar für Kirchlichen Dienst in Berlin (West) und am Paulinum in Berlin (Ost) wurde er von Schülern Dietrich Bonhoeffers und Karl Barths wie Günter Jacob geprägt. Im Jahre 1953 wurde er Vikar an der Erlöser-Gemeinde in Berlin-Lichtenberg. Bereits 1954, also noch vor seiner Ordination, gründete er die Gossner-Mission in der DDR, die sich die praxisbezogene Weitergabe des Evangeliums als Lehre und Dienst für Menschen in der Landwirtschaft und in der Industrie zum Ziel gesetzt hat. Nach seiner Ordination zum evangelischen Pfarrer wurde er der Leiter der Gossner-Mission in der DDR. Seit 1962 arbeitete er im Ökumenisch-missionarischen Amt mit und wurde 1963 zu dessen stellvertretendem Direktor berufen. In dieser Zeit betreute Schottstädt das kirchliche Projekt Offene Gemeinde Berlin, das im Gemeindehaus Göhrener Straße einen „Keller“ der Begegnung unterhielt. Ein damaliger Besucher, der als Sprecher einer katholischen Studentengemeinde zu diesem Gossner-Projekt stieß, erzählte in einem Interview:
Ich gehörte zur Katholischen Studentengemeinde (KSG) Berlin Ost, war 1968/69 einer der vier Sprecher der Gemeinde. Es war eine aufregende Zeit: das Zweite Vatikanische Konzil, der Prager Frühling, das Aufbegehren der Studenten in Paris und Westberlin, Zeit des Aufbruchs, aber auch der Restauration. Wir bemühten uns damals um eine Demokratisierung in unserer Kirche, etablierten einen Gemeinderat in der KSG und forderten den Wechsel des Pfarrers. Der Konflikt spitzte sich dann 1971 so zu, dass dem aktiven Kern der Gemeinde der Stuhl vor die Tür gesetzt wurde. Es begann für uns die Suche nach einer neuen Gemeinde. Wir suchten Schutz, denn uns war klar, dass wir ohne das schützende Dach der Kirche gefährdet waren. Wir suchten aber auch eine Integrationsfigur, die die verschiedenen Strömungen, Gedanken und Wege bündeln konnte. Ich weiß heute nicht mehr genau, wer damals sagte, in der Gossner Mission gibt es eine Offene Gemeinde, vielleicht wäre dies eine Chance für uns. <Frage: Was hat Sie am meisten beeindruckt?> Das waren die Menschen, denen ich damals begegnet bin. Irma und Martin Richter, Ruth und Bruno Schottstädt - das sind die Menschen, über die man sprechen muss, wenn man über die Offene Gemeinde der Gossner Mission sprechen will. So muss ich daran denken, wie uns Bruno mit offenen Armen, leuchtenden Augen und einem Lächeln um den Mund aufgenommen hat …
Nachdem er zunächst hauptsächlich ökumenisch-missionarische Projekte im Inland betreute, wurde er in den folgenden Jahren zu zahlreichen ökumenischen Diensten der Gossner-Arbeit im Ausland gerufen:  von 1980 bis 1982 lehrte er als Gastdozent in den USA, Kanada, Indien und Japan. Nach seiner Rückkehr übernahm er eine Pfarrstelle in Berlin-Marzahn-Nord. 1987 stiftete er eine kirchliche Partnerschaft der Gemeinde Ahrensfelde mit der Kirchengemeinde Galston in Schottland, die bis in die Gegenwart Bestand hat. Auch mit der Erinnerungsarbeit an die aus Marzahn während der NS-Gewaltherrschaft vertriebenen und ermordeten Sinti und Roma machte sich Schottstädt einen Namen. Er sorgte dafür, dass den Opfern dort ein Gedenkstein errichtet wurde. Schließlich brachte eine ernsthafte Erkrankung sein berufliches Ende. Am 11. Februar 1994 gab das Hendrik-Kraemer-Haus in Berlin, dem Schottstädt seit langen Jahren verbunden war, einen Abschiedsempfang. Seinen Ruhestand verbrachte er in Diemelstadt-Wethen.
Schottstädt trat der CDU der DDR bei und wurde Mitglied im Friedensrat der DDR. Er arbeitete in der Christlichen Friedenskonferenz (CFK) mit und gehörte etliche Jahre zum CFK-Regionalausschuss in der DDR. An den Allchristlichen Friedensversammlungen in Prag 1961, 1964 und 1978 hat er aktiv mitgewirkt.
Bruno Schottstädt war verheiratet mit Ehefrau Ruth.

## Werke
- Das Kreuz bricht die Welt auf. Gemeindeaufbau und Ökumene in Berlin-Marzahn. Mit einem Geleitwort von Konrad Lübbert und einem Nachwort von Dirk Heinrichs, Olms-Verlag, Hildesheim 1992.
- Konkret – verbindlich. Notizen aus der DDR. In: ANSTÖßE ZUR FRIEDENSARBEIT. Band 11. Reich-Verlag, Hamburg 1971, ISBN 978-3-487-09659-9.

### Aufsätze und Rezensionen
- Charlotte Sauer: Fremdling und Bürger. Lebensroman des Johannes Evangelista Goßner. EVA, Berlin 1966 In: Rezension Die Zeichen der Zeit. 1970, H. 1, S. 37.
- Versöhnung tut not! Erfahrungen in der Kirche in der DDR – als Hilfe für heute. In: Dialoghefte Nr. 16. 1994.

### Als Herausgeber
- Horst Dohle, Joachim Heise, Rimco Spanjer (Hrsg.): Der Geschichte ins Gesicht sehen. Zum 80. Geburtstag von Bé Ruys. Autobiographische Skizzen, Erinnerungen und Betrachtungen. Darin: Bruno Schottstädt: Der Name Bé Ruys steht für Experimente. S. 209.